# Bladast
Bladast lub Bladastes – frankijski dux, wódz królów Chilperyka I i Chlotara II.
W 583 r., razem z Dezyderiuszem, otrzymał od Chilperyka II władzę w prowincji Akwitanii. Jeszcze w tym samym roku obaj wodzowie poprowadzili wyprawę wojenną do Waskonii, podczas której ponieśli ciężką klęskę. Dalsze losy Bladasta są nieznane.